# Merobruchus terani
Merobruchus terani är en skalbaggsart som beskrevs av John M. Kingsolver 1980. Merobruchus terani ingår i släktet Merobruchus och familjen bladbaggar. Inga underarter finns listade i Catalogue of Life.